# 阿留申區

阿留申區在堪察加邊疆區的位置

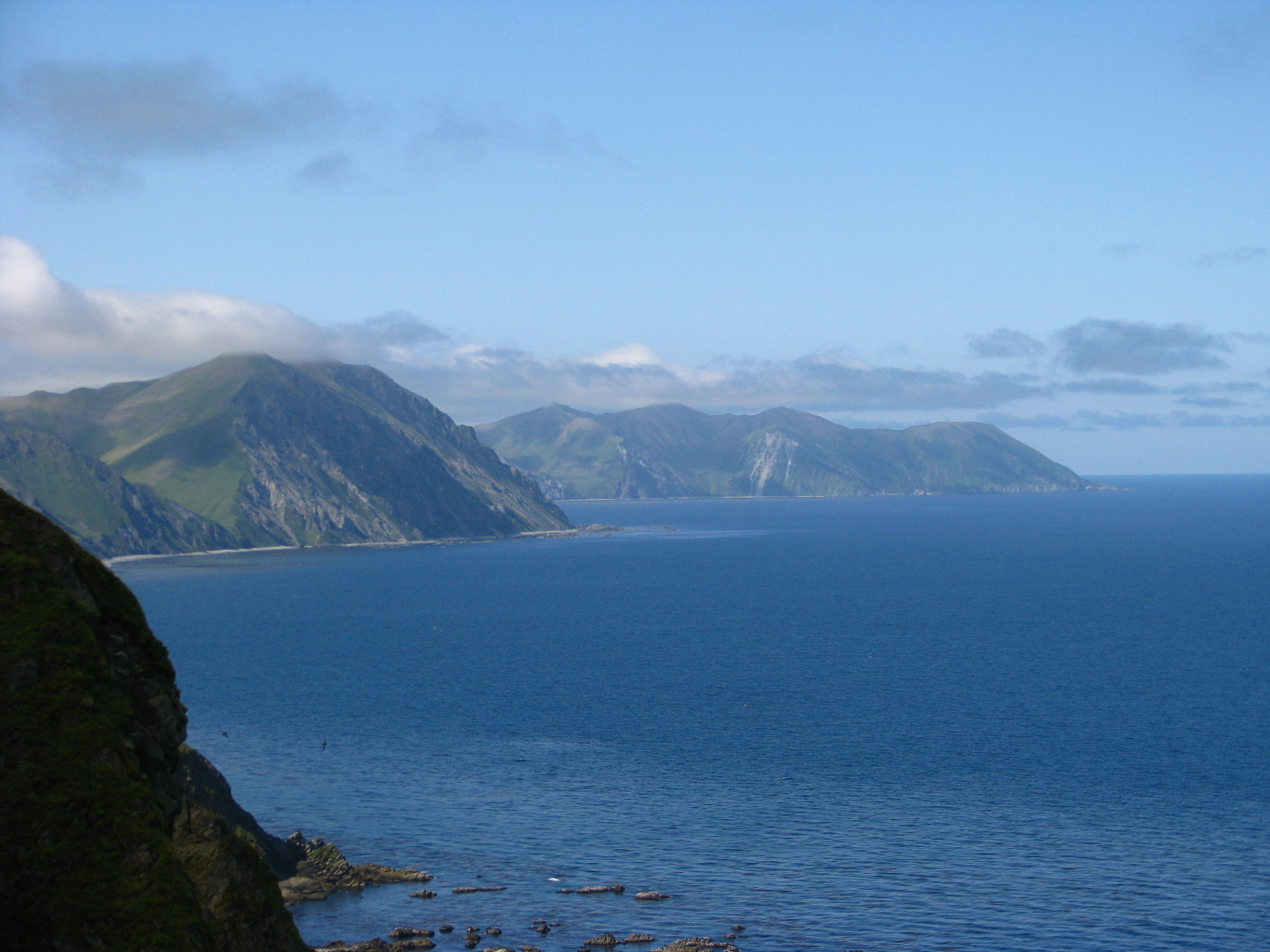
科曼多爾斯基自然保護區

55°12′N 165°58′E / 55.200°N 165.967°E
阿留申區（俄语：Алеутский район），是俄羅斯堪察加邊疆區的一個區，位於堪察加半島東邊的科曼多尔群岛，面積1,580平方公里，2010年人口676，人口密度每平方公里0.43人。

## 人口
民族構成
| 民族     | 人數 | 百份率 |
| -------- | ---- | ------ |
| 俄羅斯族 | 346  | 51.4%  |
| 阿留申人 | 260  | 38.4%  |
| 烏克蘭族 | 30   | 4.3%   |
| 其他     | 40   | 6%     |